# Soyouz 31
Soyouz 31 est une mission du programme Soyouz ayant eu lieu en 1978.
Ce vol va rendre visite à Soyouz 29, qui réside dans la station Saliout 6. L'équipage s'arrime avec succès au second sas de la station. 
C'est le premier vol spatial d'un citoyen est-allemand.

## Équipage
Les nombres entre parenthèses indiquent le nombre de vols spatiaux effectués par chaque individu jusqu'à cette mission incluse.
Décollage :
- Valeri Bykovski (3)
- Sigmund Jähn (1)

Atterrissage :
- Vladimir Kovalyonok (2)
- Aleksandr Ivanchenkov (1)

## Paramètres de la mission
- Masse : 6800 kg
- Périgée : 196.8 km
- Apogée : 259.9 km
- Inclinaison : 51.64°
- Période : 88.81 minutes